# خورخي دي مينيزيس
خورخي دي مينيزيس (بالبرتغالية: Jorge de Meneses‏) هو مستكشف برتغالي، ولد في 1498، وتوفي في 1537.